# Stazione di Pontepetri
A Stazione di Pontepetri vasútállomás Olaszországban, San Marcello Pistoiese településen található.

## Vasútvonalak
Az állomást az alábbi vasútvonalak érintik:
- Alto Pistoiese-vasútvonal

## Kapcsolódó állomások
A vasútállomáshoz az alábbi állomások vannak a legközelebb:
- Stazione di Pracchia (FAP)
- Stazione di Campo Tizzoro